# Lago Siling
El lago Siling o Serling (oficialmente, Siling Co o Serling Co; en chino simplificado, 色林错) es un gran lago salado de montaña de China, uno de los célebres lagos tibetanos, localizado en la prefectura de Nagqu, en la parte central de la Región Autónoma del Tíbet. La ciudad más próxima al lago es Doijiang.

## Características
El lago se encuentra a una altitud de 4530 m. Es alimentado por los ríos Za'gya Zangbo (o Tsagya Tsangpo) (扎加藏布) y Boques Tsangpo (波曲藏布). Con un área de 1865 km2, Siling Co es el segundo mayor lago de agua salada en el norte de la meseta tibetana y forma parte de la Reserva natural nacional de Siling (también Selincuo o Xainza). La reserva, de 4000 km2 fue creada en 1993 y contiene poblaciones importantes de grulla cuellinegra y en torno a 120 especies. Solo hay una especie de pez, Gymnocypris selincuoensis, que se pesca. La pradera en las orillas del lago es usada tradicionalmente por los pastores de yaks y ovejas.
La temperatura media anual en el lago es de -3 a -0,6 oC, con una media en enero de -11,9 oC y en julio de 9,6 oC. La precipitación media es de 290 mm, con el 90 por ciento entre junio y septiembre.

## Sitio Ramsar
El lago Siling forma parte del sitio Ramsar de los humedales de Selincuo, mucho más grande, creado en 2018 con el número 2352 y un área de 18.936,3 km2. Engloba varios lagos del entorno de Siling, como Bangecuo, al este, o Cuoe, al sur. Los humedales están a una altitud media de 4700 m, en un ecosistema alpino de altitud único en el mundo. El sitio está dividido en dos zonas: la parte occidental, un área muy extensa entre las montañas Kunlun y Nyenchen Tanglha, que forman parte de la cordillera Gangdise o Kailash, por su monte más alto, y es el conjunto de lagos interiores más grande del Tíbet, y la parte oriental, al norte de las montañas Nyenchen Tanglha, en la parte oriental de la divisoria de aguas del nordeste del Tíbet. En el variado ecosistema alpino se incluyen 472 especies de plantas, 23 mamíferos, 105 aves, un anfibio, tres reptiles y diez especies de peces. Entre las especies amenazadas, el halcón sacre, el pigargo de Pallas, el águila imperial oriental y el leopardo de las nieves, así como la grulla cuellinegra, la gaviota centroasiática, el ánsar indio y el tarro canelo.